# Irska narodna osvobodilna vojska
Irska narodna osvobodilna vojska (irsko Arm Saoirse Náisiúnta na hÉireann; angleško Irish National Liberation Army; kratica INLA) je bila irska marksistično-leninistična paravojaška skupina, ki je veljala za najbolj nevarno teroristično organizacijo na Severnem Irskem. Domneva se, da je skupina štela največ 50 pripadnikov. Njena najodmevnejša akcija je bil umor poslanca Aireyja Neava. Politično krilo skupine je Irska republikanska socialistična stranka (Irish Republican Socialist Party, IRSP).
Skupina se je razcepila leta 1987, pri čemer se je večina članov pridružila novoustanovljeni Irski ljudski osvobodilni organizaciji. Leta 1988 je INLA razglasila prekinitev ognja, 11. oktobra 2009 pa je oznanila konec oboroženega upora.